# Czimeg János
Czimeg János (Cimeg János) (Szeged, 1823 – Graz, 1876. február 26.) királyi- és bányatanácsos, feltaláló.

## Élete
Czimeg György iparos fia. A katolikus líceum elvégzése után a selmeci bányászati akadémiára ment. Ő volt az első szegedi, aki ezt a pályát választotta. Akadémiai növendék korában a német nyelven kívül a francia és az angol nyelvet is elsajátította, az idegen nyelvű földtani, őslénytani, vegytani stb. szakirodalmat eredetiben tanulmányozta. 1848-ban mint a honvédelmi műszaki osztály mérnökkari tagja részt vett a főváros megerősítésében. A szabadságharc bukása után egy kisebb bányászhivatalban nyert alkalmazást, de csakhamar Bécsbe rendelték. Hogy terveit megvalósíthassa, Párizsba utazott, ahol ezüstözött tükrök gyártásával nagy figyelmet keltett. Találmányát gazdagon jutalmazták, a londoni és a párizsi világkiállításon pedig kitüntették. Később a selyemszálak ezüstözését és aranyozását találta fel. 1861-ben pihenni néhány hétre szülővárosába hazautazott, ekkor ismertette találmányát a Szegedi Híradóban. Párizsból a szegedi Széchényi tér rendezésére kitűzött pályázatra beküldött tervét a város és a helytartótanács jutalomra méltónak találta, a teret az ő tervei szerint alakították ki. Kezdeményezésére létesült Szegeden az Ipari- és Kereskedelmi Bank. 1865 nyarán a városban telepedett le. Október 7-én Szeged címmel közművelődési hetilapot indított és azt megszűnéséig, 1867. április 6-áig szerkesztette. 1867-ben a tápéi kerület országgyűlési képviselőjének kérte fel, de ő ehelyett a Budapesti Állatkert igazgatói állását fogadta el. Itt csak rövid ideig működött, mert a kormány a körmöcbányai pénzverő intézetnél alkalmazta. 1873-ban a Szegedi Lapok első számában az ezüstnek a réztől való elválasztására vonatkozó új eljárás feltalálójaként mutatta be. Ennek az eljárásnak köszönhetően a forgalomból kivont régi hatosok és tízesek nagy megtakarítással rövid idő alatt új alakban jelenhettek meg. Működését királyi és bányatanácsossá kinevezésével ismerték el. Megrongált egészsége helyreállítása végett Bécsbe és onnan Grazba utazott, ahol meghalt.